# مايكل شبيندلر
مايكل شبيندلر (بالألمانية: Michael Spindler)‏ (و. 1942 – 2017 م) هو عالم حاسوب، وشخصية أعمال ألماني، ولد في برلين، توفي عن عمر يناهز 75 عاماً.

## التعليم
تعلم في جامعة كولونيا للعلوم التطبيقية.

## روابط خارجية
- مايكل شبيندلر على موقع الموسوعة البريطانية (الإنجليزية)
- مايكل شبيندلر على موقع مونزينجر (الألمانية)
- مايكل شبيندلر على موقع إن إن دي بي (الإنجليزية)